# Instituto Profesional Valle Central
El Instituto Profesional Valle Central o IPVC es un instituto profesional de Chile con cuatro sedes a nivel nacional.
Actualmente no se encuentra acreditada por la Comisión Nacional de Acreditación (CNA-Chile).Está en la posición 83 de instituciones educativas chilenas según el ranking de Webometrics 2024.

## Sedes
- La Serena
- Santiago
- Chillán
- Concepción